# 英國突擊隊
英國突擊隊（英語：British Commandos）是指第二次世界大戰期間的一支英國部隊，由首相溫斯頓·邱吉爾於1940年6月下令組建，用以執行襲擊德國在歐洲的佔領區。最初突擊隊以英軍特種部隊人員所組成，最後由英國三軍各人員以及其他外國志願者所組成。突擊隊在戰爭中達到30個獨立單位以及4個突擊旅的規模，並參與了從北極圈到歐洲、從中東到東南亞各戰場的戰事，行動從小至數人登陸海岸進行騷擾性攻擊、大至以空降旅的規模在盟軍登陸歐陸作為先頭部隊。
戰爭結束後英國突擊隊被解散，僅留下了皇家海軍陸戰隊第3突擊旅。然而現在英軍中的英國皇家海軍陸戰隊、英國陸軍傘兵團、特种空勤团和特殊舟艇隊等單位都有受到突擊隊的影響。現今，其他國家的類似單位，如比利時空降突擊旅、法國海軍突擊隊、荷蘭突擊軍和美國陸軍遊騎兵也多少受到了英國突擊隊的影響。